# Río Ibáñez (Gemeinde)
Río Ibáñez ist eine Gemeinde in der Provinz General Carrera in der Región de Aysén in Chile. Bei der Volkszählung im Jahr 2017 hatte sie 2666 Einwohner. Die Gemeinde erstreckt sich über eine Fläche von 5997,2 km². Hauptort der Gemeinde ist Puerto Ingeniero Ibáñez.

## Geschichte
Im Jahr 1959 wurde die Gemeinde-Subdelegation Río Ibáñez gegründet. Sie gehörte zum damaligen Departamento Coyhaique und hatte ihren Verwaltungssitz in Puerto Ingeniero Ibáñez. Gemeinsam mit der Gemeinde Coyhaique bildete sie zudem eine kommunale Delegation, deren Zentrale sich in Coyhaique befand.
Im Zuge der Regionalisierungsreform unter der Militärdiktatur wurde Río Ibáñez im Jahr 1975 Teil der neu geschaffenen Provinz General Carrera.

## Bevölkerung
Laut der Volkszählung des Nationalen Statistikinstituts von 2002 hatte Río Ibáñez 2477 Einwohner (1357 Männer und 1120 Frauen), was die Gemeinde zu einem rein ländlichen Gebiet macht. Die Bevölkerungszahl sank zwischen den Volkszählungen 1992 und 2002 um 10,6 % (295 Personen). Im Jahr 2017 zählte man 2666 Personen.